# KRTAP21-3
KRTAP21-3 (англ. Keratin associated protein 21-3) – білок, який кодується однойменним геном, розташованим у людей на довгому плечі 21-ї хромосоми. Довжина поліпептидного ланцюга білка становить 58 амінокислот, а молекулярна маса — 6 456.
| 10         |  | 20         |  | 30         |  | 40         |  | 50         |
| ---------- |  | ---------- |  | ---------- |  | ---------- |  | ---------- |
| MYFNYKSVCG |  | SCGFGSCYGC |  | GYGCIHSTHC |  | GCNGYYGCYE |  | NKYSVIDDLI |
| FFASKKCH   |  |            |  |            |  |            |  |            |

A: Аланін

C: Цистеїн

D: Аспарагінова кислота

E: Глутамінова кислота

F: Фенілаланін

G: Гліцин

H: Гістидин

I: Ізолейцин

K: Лізин

L: Лейцин

M: Метіонін

N: Аспарагін

S: Серин

T: Треонін

V: Валін